# Werner Schildhauer
Werner Schildauer (Dessau, 5 de junho de 1959) é um antigo atleta alemão, especialista em provas de 5000 e 10000 metros. Em ambas as provas foi vice-campeão mundial nos Campeonatos do Mundo de Helsínquia, em 1983.